# Manuel Fulcheri y Pietrasanta
Manuel Fulcheri y Pietrasanta (* 18. Mai 1874 in San Angel, Bundesstaat México, Mexiko; † 30. Juni 1946 ebenda) war ein mexikanischer Geistlicher und Bischof von Zamora.

## Leben
Manuel Fulcheri y Pietrasanta empfing am 17. Dezember 1898 das Sakrament der Priesterweihe für das Erzbistum Mexiko-Stadt. Fulcheri y Pietrasanta wurde an der Päpstlichen Universität Gregoriana in Rom zum Doktor der Theologie und zum Doktor des Kirchenrechts promoviert. Anschließend war er Regens des Priesterseminars in Mexiko-Stadt.
Am 6. Mai 1912 ernannte ihn Papst Pius X. zum Bischof von Cuernavaca. Der Erzbischof von Mexiko-Stadt, José Mora y del Rio, spendete ihm am 8. September desselben Jahres die Bischofsweihe; Mitkonsekratoren waren der Erzbischof von Michoacán, Leopoldo Ruiz y Flóres, und der Bischof von Tulancingo, Vicente Castellanos y Núñez. Die Amtseinführung fand am 19. Dezember 1912 statt. Am 21. April 1922 ernannte ihn Papst Pius XI. zum Bischof von Zamora. Die Amtseinführung erfolgte am 25. Juni desselben Jahres.